# Bohor
Das Fauna-Flora-Habitat-Gebiet Bohor liegt im östlichen Slowenien. Das etwa 68 km² große Schutzgebiet umfasst das Mittelgebirge am Südrand des Kozjansko zwischen den Orten Metni Vrh im Westen und Kozje im Osten. Die höchste Erhebung ist der Veliki Javornik mit 1024 m. i. J. Das Gebiet wird überwiegend von Wäldern und extensiv genutztem Feuchtgrünland geprägt. Es ist insbesondere für Holzkäfer wie Trauerbock, Alpenbock und Hirschkäfer von Bedeutung.
Im Osten schließt das europäische Vogelschutzgebiet Kozjansko an.

## Schutzzweck

### Lebensraumtypen
Folgende Lebensraumtypen nach Anhang I der FFH-Richtlinie sind für das Gebiet gemeldet:
| EU Code | * | Lebensraumtyp (offizielle Bezeichnung)                                                                                            | Fläche (ha) |
| ------- | - | --- | ----------- |
| 6210    | * | Naturnahe Kalk-Trockenrasen und deren Verbuschungsstadien (Festuco-Brometalia) (besondere Bestände mit bemerkenswerten Orchideen) | 302         |
| 6510    |   | Magere Flachland-Mähwiesen (Alopecurus pratensis, Sanguisorba officinalis)                                                        | 240         |
| 9110    |   | Hainsimsen-Buchenwald (Luzulo-Fagetum)                                                                                            | 1.137       |
| 91K0    |   | Illyrische Rotbuchenwälder (Aremonio-Fagion)                                                                                      | 2.833       |

### Arteninventar
Folgende Arten von gemeinschaftlichem Interesse kommen im Gebiet vor:
| Bild             | EU Code | * | Art              | wissenschaftlicher Name     | Artengruppe    |
| ---------------- | ------- | - | ---------------- | --------------------------- | -------------- |
| Steinkrebs       | 1093    | * | Steinkrebs       | Austropotamobius torrentium | Krebse         |
| Gelbbauchunke    | 1193    |   | Gelbbauchunke    | Bombina variegata           | Amphibien      |
| Spanische Flagge | 1078    | * | Spanische Flagge | Callimorpha quadripunctaria | Schmetterlinge |
|                  | 4036    |   |                  | Leptidea morsei             | Schmetterlinge |
| Trauerbock       | 1089    |   | Trauerbock       | Morimus funereus            | Käfer          |
| Alpenbock        | 1087    | * | Alpenbock        | Rosalia alpina              | Käfer          |